# Albrightsville
Albrightsville es un lugar designado por el censo ubicado en el condado de Carbon en el estado estadounidense de Pensilvania. En el año 2010 tenía una población de 202 habitantes.

## Geografía
Albrightsville se encuentra ubicado en las coordenadas 41°0′51″N 75°36′2″O / 41.01417, -75.60056.